# Rotermund (Adelsgeschlecht)

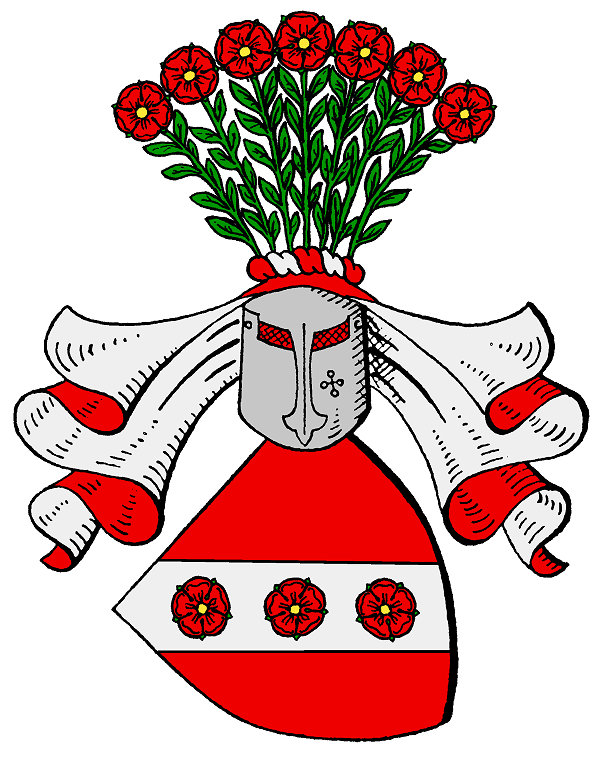
Wappen derer von Rotermund

Rotermund (Rothermund, Rothermundt, Rotermundt) ist ein altes, heute erloschenes rügisches Adelsgeschlecht. 
Die Familie ist nicht zu verwechseln mit den polnischen Rottermund, welche in Preußen ebenfalls unter dem Namen Rotermund auftraten.

## Geschichte
Im Jahre 1249 wurden erstmals Martinus Rodemunt und 1253 sein Bruder Petrus Rodemunt im Fürstentum Rügen, zunächst noch auf dem Festland, urkundlich genannt. Doch schon Ritter Rickoldus Rodemunt war 1296 auf der Insel Rügen angesessen. Seine Söhne Peter und Pritbor Rodemunt nahmen an den Bündnissen der Ritterschaft mit Stralsund von 1316 und 1326 teil.
Im Rügischen Erbfolgekrieg erlangte der Ritter Marten Rotermund einigen Ruhm, als er Burg und Stadt Garz für die Söhne des Herzogs von Pommern gegen die Dänen und Mecklenburger hielt. Dennoch geriet er vor Ausgang des Krieges in Gefangenschaft. Er war es auch, der als Erster der Familie im Besitz von Boldevitz, bis 1712 Stammgut der Familie, auftrat. 1333 überwies er von ebendort dem Kloster Bergen Hundert Mark, und wurde noch bis 1345 urkundlich genannt.
Die Familie brachte bereits früh Geistliche hervor, so 1345 Heinrich Rotermund einen Priester, 1369 mit Johannes IV. Rotermund und erneut mit Hans Rotermund († 1480) einen Abt im Kloster Eldena.
1369 bis 1380 trat wieder ein Ritter Rickold Rodemund, 1395 und 1396 der Knappe Pridbor Rotermunt, sowie 1433 bis 1462 die Knappen Marquard und Rickold Rotermunt urkundlich in Erscheinung.
Die Stammreihe beginnt mit Clawes Rotermund, urkundlich 1479–1490, auf Boldevitz bei Gingst auf Rügen, fürstlich pommerscher Rat zu Wolgast.
Das Geschlecht teilte sich dann in eine ältere rügische Linie, mit den Gütern Boldevitz, Götemitz, Grosow, Kollhoff, Lüssvitz, Maschholz, Muglitz, Neuendorf, Patzig, Rambin, Rosengarten, Schmantevitz, Schweikvitz und Zudar, sowie in eine jüngere Linie in Vorpommern, die ab 1582 bei Franzburg, Grimmen und Demmin die Güter Brandeshagen, Broock, Buchholz, Cordshagen, Engelswacht, Hohenbüssow, Millienhagen, Reinkenhagen, Schmedeshagen und Vogelsang besaß.
Mehrere Angehörige der Familie standen auch in mecklenburgischen Diensten. So wurde Ernst von Rotermund bereits 1386 als mecklenburgischer Vasall genannt. Der pommersche Rat und Erbherr auf Boldevitz, Baltzer von Rotermund war 1491 herzoglich mecklenburgischer Rentmeister, hat aber 1529 auch den brandenburgisch-pommersche Erbvertrag mitverhandelt. Herausragend ist dessen Sohn Güzlav von Rotermund, der zunächst in den Diensten des Herzogs Johann Albrecht I. von Mecklenburg war, dort unter anderem Klosterhauptmann in Ribnitz wurde, dann für den dänischen König Friedrich II. von Dänemark Dienste leistete, schließlich aber nach Pommern zurückkehrte und Herzog Bogislaw XIII. von Pommern der wertvollste Rat war. Er hatte in Pommern sein Wirkungszentrum in Franzburg, wo er das herzogliche Schloss errichten ließ, welches das drittgrößte Schloss in Pommern war.

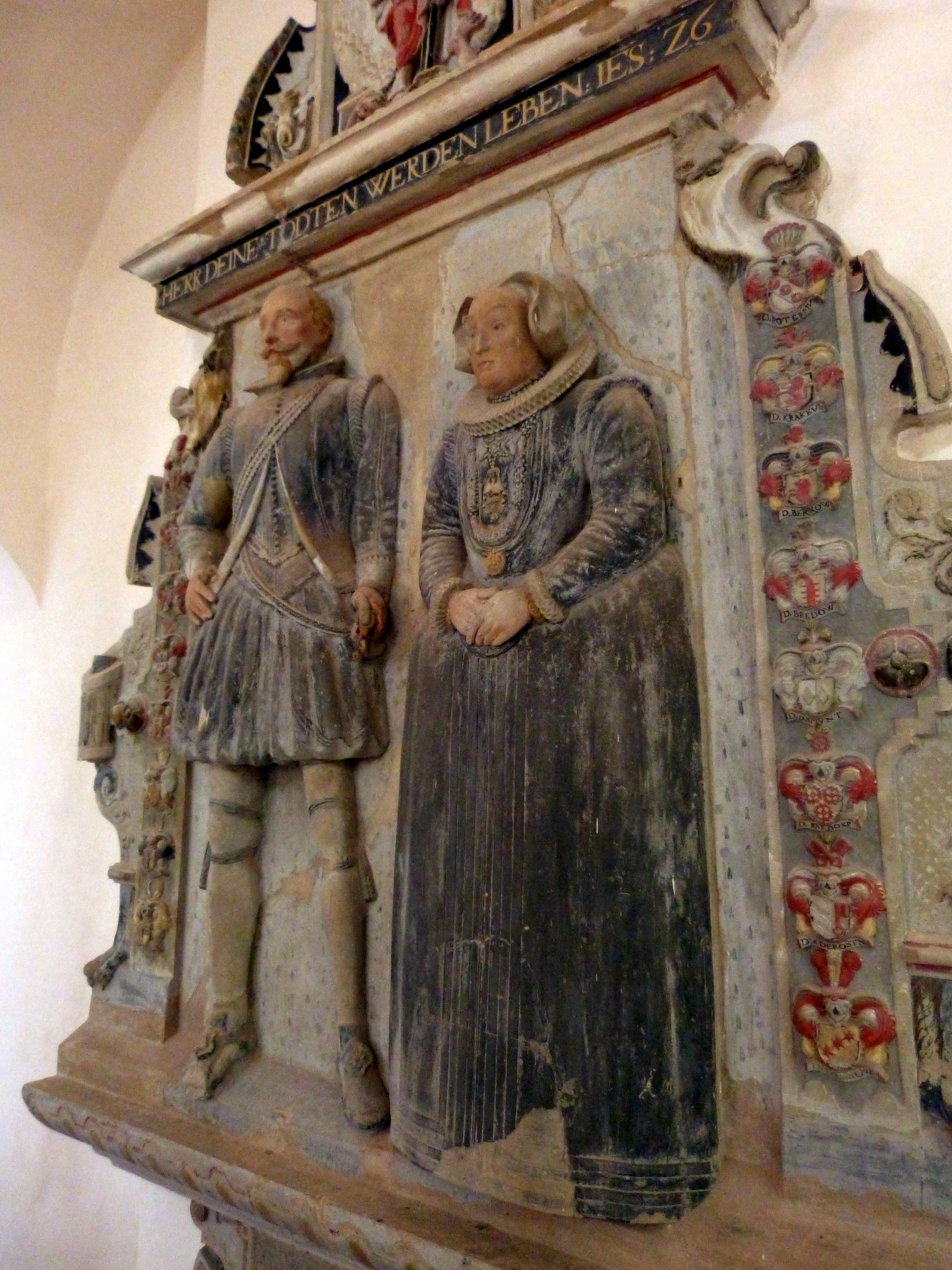
Epitaph von Andreas Berglase († 1615) und Clara Rotermund in der Kirche Franzburg

Seine Tochter Anna von Rotermund (* 1580; † 1641) war zunächst mit Joachim von Stralendorff († vor 1610), Herrn auf Greven und Liedbeke, nach dessen Ableben aber mit Gebhard von Moltke (* 1576; † 1644), einem fürstlich mecklenburgischen Landrat und Provisor des Klosters Dobbertin, sowie Erbherrn auf Toitenwinkel und Wesselstorf, vermählt. Sie war eine sehr wohlhabende Frau in ihrer Zeit, ihr Reichtum ermöglichte ihrem Gatten erst den Erwerb von Toitenwinkel. Als der Dreißigjährige Krieg auch Mecklenburg heimsuchte, flüchtete sie mit ihrer Familie in ein zehnjähriges Exil nach Lübeck, wo sie verstarb und beigesetzt wurde. In der Kirche in Toitenwinkel ist dennoch ein Epitaph zu ihrem Andenken erhalten. Ein weiteres Epitaph wurde im Auftrag ihrer jüngsten Schwester Clara von Rotermund (* ca. 1589; † nach 1625) für ihren ersten Gatten, Andreas von Bergelase (* 1573; † 1615), Erbherr auf Teschevitz und pommerscher Landrentmeister in Wolgast, und sie selbst in der Kirche Franzburg aufgehängt.
Ihr Bruder Kaspar von Rotermund († vor 1631), Erbherr auf Boldevitz, Ganselitz und Engelswacht, war ab 1608 Landesrentmeister zu Franzburg und Pächter der herzoglichen Münzstätte zu Franzburg, sowie ab 1618 herzoglich mecklenburgischer Oberhofmarschall, Geheimer Rat und Hauptmann des Landes Stargard. Der Kapitän Philipp Gützlaff von Rotermund (* 1607; † 1667), Sohn des zuletzt genannten, wurde 1643 Oberkommissar und 1648 Landesdeputierter auf Rügen. Mit dem königlich schwedischen Oberstleutnant Caspar Detloff von Rotermund († 1711), wiederum Sohn des zuvor genannten, ist die Familie zumindest in Pommern im Mannesstamm erloschen. Er war 1686 kurbayrischer Rittmeister und nahm am Ungarnfeldzug gegen die Türken teil, wechselte dann in schwedische Militärdienste und besaß als letzter seiner Familie Boldevitz. Seine beiden Töchter waren Beata Dorothea von Rotermund (* 1692; † 1755) vermählt mit dem königlich schwedischen Generalmajor Carl Gustaf Graf von Mellin (* 1670; † 1738) und Ulrica Amalia von Rotermund (* 1694; † 1724) vermählt mit dem königlich schwedischen Generalleutnant Carl Gustav Freiherr von Marschalck (* 1664; † 1726).
Die Familie Rotermund wird von Brüggemann als freiherrlich geführt.

## Kurländischer Zweig
Im Jahre 1583 wurde der aus Mecklenburg stammende Georg Rotermund, Sekretär und fürstlicher Praeceptor des Herzogs von Kurland, Gotthard Kettler, von ebendiesem mit Medden belehnt. Als Jerzy Rotermond in Warschau wurde er am 12. Januar 1591 für seine als königlich polnischer Offizier geleisteten Verdienste und seine Tapferkeit im Krieg gegen Moskau in den polnischen Adelsstand gehoben.
Sein Sohn Johann Rotermund, erwarb Aahof und Bächof bei Mitau, 1620 wurde ihm jedoch die Aufnahme seiner Familie in die kurländische Ritterbank verwehrt. Er berief sich bei seinem Antrag auf die obige königlich polnische Nobilitierung, konnte jedoch diese Dokumente nicht beibringen. Er gab weiterhin an, dass seine Vorväter in Mecklenburg in Rang und Ämtern waren. Seine Tochter heiratete Dietrich Lupelaw, sein Sohn Gotthard Rotermund vermählte sich mit Elisabeth Schönmeyer. Um 1800 war Karl Friedrich Rotermund Kaufmann in Goldingen, dessen Sohn Eduard Heinrich Christian Rotermund (* 1802; † 1882) war Pastor in Libau und dessen Sohn Carl Rotermund wiederum war Pastor in Nitau in Livland.
Eine Abstammung von den pommerschen Rotermund ist nicht erwiesen. Da diese sich jedoch über Jahrhunderte in Mecklenburg engagierten, Balthasar Rothermundt († 1594) in Schwerin, Daniel Rotermundt um 1610 Bürgermeister in Schwerin, Dietrich Rothermundt 1632 in Wismar oder Hermann Rotermund 1654 auf der Burg in Malchin könnten Angehörige der kurländischen Rotermund gewesen sein, die Kurländer weiterhin, das Wappen der Pommern führten, ist eine Verwandtschaft nicht auszuschließen, muss mithin sogar als wahrscheinlich angesehen werden.

## Wappen
Das Wappen zeigt in Rot einen mit drei roten Rosen belegten silbernen Schrägrechtsbalken. Auf dem Helm mit rot-silbernen Decken sieben rote Rosen auf beblätterten grünen Stielen.

## Persönlichkeiten
- Güzlav von Rotermund (1535–1603), Amtshauptmann und fürstlicher Rat im Herzogtum Pommern